# کلاریس (مجموعه تلویزیونی)
کلاریس (انگلیسی: Clarice) یک مجموعه تلویزیونی وحشت روان‌شناختی و فیلم جنایی ساخته شده توسط الکس کورتزمن می‌باشد که توسط استودیوهای تلویزیونی سی‌بی‌اس و ام‌جی‌ام تله‌ویژن ساخته شده‌است. داستان این مجموعه تلویزیونی بر اساس رمان سکوت بره‌ها نوشته توماس هریس می‌باشد و یک سال بعد از فیلم سکوت بره‌ها به زندگی کلاریس استارلینگ می‌پردازد.

## بازیگران
- ربکا بریدز در نقش کلاریس استارلینگ
- مایکل کادلیتز در نقش پل
- کل پن در نقش شان تریپاتی
- نیک ساندو در نقش مورای کلارک
- شان دویل در نقش روان‌شناس کلاریس
- جین اتکینسون در نقش روث مارتین
- تیم گونی در نقش نواک
- داگلاس اسمیت در نقش تایسون کانوی
- سیمون نورثوود در نقش بیل بوفالو